# メチレントリフェニルホスホラン
メチレントリフェニルホスホラン（英語: methylenetriphenylphosphorane）は、化学式が Ph3PCH2 で表される有機リン化合物である。一般に、ウィッティヒ試薬として知られるリンイリドである。高極性、高塩基性種である。

## 合成と用途
メチレントリフェニルホスホランは、メチルトリフェニルホスホニウムブロミドから、ブチルリチウムのような強塩基を用いて脱プロトン化することにより合成する。
Ph3PCH3Br + BuLi → Ph3PCH2 + LiBr + BuH
一般に、ホスホランは単離されず、in situで使用される。この炭素酸のpKaは15近くと推定される。ブチルリチウムの代わりにカリウム tert-ブトキシドも使用されている。塩基にナトリウムアミドも使われる。
メチレントリフェニルホスホランは、アルデヒドやケトンの酸素をメチレン基に置換するメチレン化に用いられる。
R2CO + Ph3PCH2 → R2C=CH2 + Ph3PO
リンを含む生成物は、トリフェニルホスフィンオキシドである。

## 構造
無色イリドの結晶学的特性は、リン原子がほぼ四面体型であることが明らかである。PCH2中心は平面で、P=CH2の距離は1.661 Åで、P-Phの距離(1.823 Å)よりもはるかに短い。この化合物は2つの共鳴構造として説明される。
Ph3P+CH2− ↔ Ph3P=CH2

## 使用
メチレントリフェニルホスホランは有機合成化学においてよく使われる化合物である。

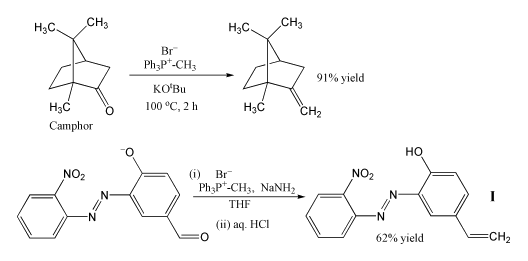
メチレントリフェニルホスホランを用いたウィッティヒ反応の例

## 関連試薬
- (クロロメチレン)トリフェニルホスホラン（英語版）
- メトキシメチレントリフェニルホスホラン（英語版）
- (カルボメトキシメチレン)トリフェニルホスホラン